# Heineken Italia
Heineken Italia S.p.A. è un'azienda produttrice di birra, con sede legale a Pollein, e sede amministrativa a Sesto San Giovanni, soggetta a direzione e coordinamento della multinazionale olandese Heineken N.V.
Heineken Italia ha quattro stabilimenti di produzione di birra: ad Assemini, Comun Nuovo, Massafra e Pollein.
In Italia, nel 2022, è al primo posto per quota di mercato posseduta con il 32%.
Tra i prodotti di Heineken Italia vi sono i marchi Birra Heineken, Birra Moretti, Ichnusa, Dreher, Birra Messina.

## La storia
Nel 1974, Heineken N.V. acquisisce la Birra Dreher e il birrificio di Massafra.
Nel 1986, acquisisce Birra Ichnusa SpA e il birrificio di Assemini in provincia di Cagliari.
Nel 1989, costituisce Partesa, società specializzata nei servizi di vendita, distribuzione, consulenza e formazione per il canale Ho.Re.Ca.
Nel 1995 viene acquisito il birrificio di Comun Nuovo.
Nel 1996, la società passa sotto il vaglio dell’Antitrust (AGCM, l’Autorità garante della concorrenza e del mercato). In precedenza aveva infatti rilevato dalla Interbrew la sua filiale italiana con i relativi marchi di birra, tra cui Stella Artois e Von Wunster; in seguito, sempre dalla Interbrew, aveva acquistato il gruppo canadese John Labatt, proprietario della Birra Moretti e di tutti i suoi marchi. A quel punto Heineken Italia aveva assunto una posizione dominante con il 38% del mercato italiano della birra.
Nel mese di luglio 1996, l’Antistrust autorizza l’operazione di concentrazione tra le società Heineken Italia e Birra Moretti, a condizione che la prima dismetta uno stabilimento con la capacità produttiva pari a circa il 5% della produzione nazionale e assicuri, per i primi anni di avviamento, uno sbocco commerciale certo per tale produzione. Heineken Italia quindi cede, nel 1997, lo stabilimento di San Giorgio di Nogaro al neocostituito gruppo birrario Gruppo Birra Castello s.p.a.

## L'Università della birra
Heineken Italia, nel 2017, costituisce l'Università della Birra, per ampliare le conoscenze specifiche degli operatori della filiera di riferimento, attraverso una didattica strutturata su tre pilastri formativi: cultura birraria, competenze commerciali, gestione aziendale.
Nel 2019 ne viene inaugurata la sede, a Milano nel quartiere Lambrate.

## Quote di mercato di Heineken Italia 2012-2022
|                 | 2012  | 2013  | 2014  | 2015  | 2016  | 2017  | 2018  | 2019  | 2020  | 2021  | 2022 |
| --------------- | ----- | ----- | ----- | ----- | ----- | ----- | ----- | ----- | ----- | ----- | ---- |
| Heineken Italia | 30,1% | 29%   | 28,9% | 27,6% | 28,3% | 29,1% | 30,6% | 31,5% | 33%   | 33,5% | 32%  |
| Birra Peroni    | 19%   | 19,2% | 19,2% | 18,4% | 18,4% | 18,7% | 18,7% | 18%   | 17,8% | 17,2% | 17%  |